# Thymus crenulatus
Thymus crenulatus — вид рослин родини глухокропивові (Lamiaceae), ендемік Росії.

## Опис
Рослина 5–10 см заввишки. Листки від еліптичних до довгасто-еліптичних, 2–10 мм, дрібно округло зубчасті, з обох боків щільно коротко запушені. Суцвіття головчасте; чашечка запушена; квіти 7–8 мм завдовжки, бузково-рожеві.

## Поширення
Ендемік Росії (Бурятія).